# 沃蒂·沃森
阿米斯顿·“沃蒂”·沃森（Armiston "Watty" Watson，1944年11月26日—2014年10月12日）是南非政治人物及民主联盟的重要成员。他于2011年至2014年间担任国民议会中官方反对党党鞭，当时该党由林迪韦·马齐布科领导。沃森最初于1994年以南非国民党的国会议员身份当选进入议会。他是民主联盟的创始成员之一，在被任命为国民议会党团党鞭前曾担任该党在国家省务委员会的领导人。沃森于2014年5月大选后离开议会，并于同年10月去世。

## 早年生涯
阿米斯顿·沃森出生于馬塔蒂勒，大约在他八岁时随家人迁居至莱索托，此后又返回南非。沃森在纳塔尔港中学完成高中学业，随后进入比勒陀利亚大学学习商业与管理。
他最初在玉米委员会任职至1965年，之后他进入帕拉贡商业表格公司工作，并很快从销售代表晋升为销售与市场主管。在1981年至1997年间，他在孔特劳集团任职。

## 政治生涯
沃森主要参与了姆普马兰加省的地方政治事务。他曾在川斯瓦公路委员会及自然保护委员会任职。
沃森曾担任马洛斯公园地方议会的副市长，随后当选为翁德贝格地方政府议会及洛弗尔德与陡崖地区服务委员会成员。在担任梅茨维丁地区议会议员期间，他曾担任反对党领袖。
在1994年大选中，沃森以南非国民党的身份当选国会议员，该党后来又后来转变为新国民党议员。在民主联盟成立后，他加入该党并获任为该党在国家省务委员会的党团领袖。
他于2011年被任命为国民议会中民主联盟党团的党鞭，直至2014年离开议会。

## 逝世与遗产
2014年10月12日，沃森因在家中摔倒致脊椎骨折并引发并发症，在比勒陀利亚一家医院去世。沃森生前亦患有糖尿病。其去世后，民主联盟联邦主席威尔莫特·詹姆斯及非国大国民议会党鞭办公室分别发表声明，对沃森表示了称赞及缅怀。